# Varsha Ramratan
Varsha Ramratan (Paramaribo, 8 maart 1988) is een Surinaams model, jurist en politicus. In 2011 won ze de verkiezing van Miss India Suriname en in 2012 bereikte ze de top 5 tijdens de verkiezingen van Miss India Worldwide. Ze presenteerde verschillende radio- en tv-programma's en is voorspreker van verschillende goede doelen. Ze is sinds 2014 lid van de VHP. Tijdens de verkiezingen van 2020 was ze kandidaat op de lijst in Paramaribo.

## Biografie
Varsha Ramratan geboren op 8 maart 1988 in het ressort Centrum in Paramaribo. Ze is de oudste in het gezin en heeft nog een broertje en zusje. Na het J.C. de Miranda Lyceum ging ze naar de Anton de Kom Universiteit van Suriname. Haar bachelorscriptie ging over het Internationaal Strafhof. Ze koos voor de specialisatie internationaal recht  omdat diplomatiek haar interesseert. Vervolgens slaagde ze voor haar mastergraad in de rechten. Ondertussen ving ze in 2014 aan met werk voor De Nationale Assemblée als junior expert.
Terwijl ze in oktober 2011 aan haar bachelorthesis werkte, schreef ze zich in voor de verkiezing van Miss India Suriname. Voor de deelname werd ze geïnspireerd door haar nichtjes die een kroon hadden gewonnen tijdens andere schoonheidswedstrijden. Ze werd de winnaar van 2011 en werd hierdoor uitgezonden naar de verkiezing van Miss India Worldwide die in 2012 in Suriname zelf werd gehouden. Ze eindigde in de top 5; de hoofdprijs ging naar Alana Seebarran uit Guyana. Door haar winst in 2011, werd ze gevraagd om naar de modeshows Swarovski Evening en Jewels Emporium te komen in India.
Ze is het gezicht van verschillende organisaties, zoals als ambassadeur voor het World Wildlife Fund, waarvoor ze zich inzette voor doelen als de bescherming van zeeschildpadden en energiebesparing. Ze was social ambassador van Huize Betheljada, dat ze in samenwerking met de kunstnaarsgroep Switi Rauw liet opfraaien. In vergelijkbare projecten werd ook het aangezicht van 's Lands Hospitaal en de Mytyl-school opgesierd. Voor 's Lands Hospitaal en het Diakonessenhuis had ze een aandeel in het ouderkamerproject. Ze presenteerde verschillende radio- en tv-programma's en wordt gevraagd om als dagvoorzitter op te treden.
In 2014 sloot ze zich aan bij de VHP en in aanloop naar de verkiezingen van 2015 was ze schaduwkandidaat voor V7 in Paramaribo, de alliantie waar de VHP dat jaar in deelnam. In 2016 trad zij op als vertegenwoordiger van masterstudenten en diende ze een petitie bij de president in om te protesteren tegen de hoogte van de collegegelden. Tijdens de verkiezingen van 2020 was zij kandidaat no 12 op de lijst van de VHP in Paramaribo en kreeg zij 1016 stemmen.
In oktober 2024 is Varsha Ramratan aangetreden als eerste secreatris bij de Permanente Missie van Suriname bij de Verenigde Naties in New York.